# Município de Jackson (condado de Sandusky, Ohio)
O município de Jackson (em inglês: Jackson Township) é um município localizado no condado de Sandusky no estado estadounidense de Ohio. No ano de 2010 tinha uma população de 1.608 habitantes e uma densidade populacional de 17,21 pessoas por km².

## Geografia
O município de Jackson encontra-se localizado nas coordenadas 41° 17′ 51″ N, 83° 14′ 40″ O. Segundo a Departamento do Censo dos Estados Unidos, o município tem uma superfície total de 93.41 km², da qual 93,41 km² correspondem a terra firme e (0 %) 0 km² é água.

## Demografia
Segundo o censo de 2010, tinha 1.608 habitantes residindo no município de Jackson. A densidade populacional era de 17,21 hab./km². Dos 1.608 habitantes, o município de Jackson estava composto pelo 97,57 % brancos, o 0,12 % eram afroamericanos, o 0,12 % eram amerindios, o 0,06 % eram asiáticos, o 1,06 % eram de outras raças e o 1,06 % eram de uma mistura de raças. Do total da população o 4,85 % eram hispanos ou latinos de qualquer raça.